# قلعه دونستفنج
قلعه دونستَفْنِج (گیلی اسکاتلندی: Caisteal Dhùn Stadhainis انگلیسی:Dunstaffnage Castle) قلعه‌ای نیمه‌ویرانه در آرگایل و بوت در غرب اسکاتلند است. این قلعه در ۴٫۸ کیلومتری شمال شرقی اوبان است و بر فراز سکوی صخره‌ای از سنگ کنگلومرا قرار دارد که از سه طرف با دریا محاصره شده‌است.
تاریخ ساخت قلعه به قرن سیزدهم می‌رسد و این امر آن را به یکی از کهن‌ترین قلعه‌های سنگی اسکاتلند تبدیل می‌کند.
این قلعه موقعیت استراتژیک مهمی داشته‌است و توسط مک‌دوگال لرد لورن برپا شده‌است. از قرن پانزدهم این قلعه در تصرف طایفهٔ کمپبل بوده‌است. تا به امروز عنوان کاپیتان دونستفنج وجود دارد، ولی این کاپیتان امروزه در این قلعه سکونت ندارد. دونستفنج توسط سازمان اسکاتلند تاریخی مدیریت می‌شود و بازدید از آن برای عموم آزاد است.